# Автономная албанская республика Корча
Автономная албанская республика Корча (алб. Republika Autonome Shqipëtare Korçë) — автономное государственное образование, существовавшее на территории Албании во время Первой мировой войны.

## Предыстория
Во время Первой Балканской войны греческие войска оккупировали значительную часть территории будущей Албании, и создали там Автономную Республику Северного Эпира. После образования Албанского княжества встал вопрос о выводе греческих войск с юга страны, но греки заявили, что они не могут оказать влияния на власти Северного Эпира. 2 апреля 1914 года при непосредственом участии греческих солдат и офицеров в целях расширения границ «автономии» был инспирирован антиалбанский путч в Корче, который был ликвидирован отрядом албанской жандармерии и корпусом добровольцев, сформированным из крестьян окрестных сёл уроженцем этих мест Темистокли Гермени.
После начала Первой мировой войны север Албании был оккупирован сначала сербами, а затем войсками Центральных держав; юг же оставался под оккупацией Греции. Когда в результате внутриполитической борьбы в Греции создалась угроза её выступления на стороне Центральных держав, то итальянские и французские войска вытеснили греков из большей части Южной Албании.

## Корчинская республика
Власти Антанты нуждались в зоне спокойствия в тылу своей Восточной армии, поэтому осенью 1916 года командующий французскими войсками полковник А.Декуэн подписал с представителями Корчинской области протокол, который провозглашал создание автономной области «управляемой албанскими должностными лицами под защитой французских военных властей». Управление автономией осуществлялось административным советом из 14 членов (поровну христиан и мусульман), каждый из которых в течение месяца по очереди выполнял функции главы республики. Государственным флагом объявлялся «традиционный штандарт Скандербега с лентой цветов Франции», а официальным языком — албанский. Были открыты упразднённые греческими оккупантами албанские школы. В пределах области создавались мобильные отряды албанской жандармерии, а руководитель местных повстанческих отрядов Темистокли Гермени стал префектом полиции.

## Ликвидация автономии
После вступления Греции в войну на стороне Антанты союзники начали больше прислушиваться к выдвигаемыми ею территориальным претензиям на Балканах. Автономные права Корчинской республики стали урезаться, а наиболее известные сторонники независимости — преследоваться. В октябре 1917 года по сфабрикованному греческими секретными агентами обвинению в контактах с австрийской и болгарской разведками был осуждён военным судом в Салониках и расстрелян Т. Гермени. 16 февраля 1918 года постановлением французского генерала Салля протокол от 10 декабря 1916 года был аннулирован, а вся полнота власти переходила к французским оккупационным властям.